# Kiki Kogelnik
Kiki Kogelnik née le 22 janvier 1935 à Graz et morte le 1er février 1997 à Vienne est une peintre, sculptrice et plasticienne austro-américaine.
Elle est considérée comme une représentante autrichienne du pop art, même si elle a toujours nié cette appartenance.

## Biographie
Kiki Kogelnik commence ses études en 1954 à l'université des Arts Appliqués de Vienne puis un an après, à l'académie des beaux-arts de Vienne. Elle appartient à un cercle de jeunes artistes d'avant-garde avec Arnulf Rainer, Wolfgang Hollegha, Josef Mikl (de), Markus Prachensky (de), Maria Lassnig qui se retrouvent à la galerie nächst St. Stephan. Elle y présente des œuvres abstraites s'inspirant de Serge Poliakoff.
En 1958 et 1959, elle va à Paris où elle rencontre l'artiste américain Sam Francis, avec qui elle déménage aux États-Unis en 1961. Elle passe un an à Santa Monica puis s'installe à New York en 1962. Elle côtoie entre autres Roy Lichtenstein, Claes Oldenburg, Andy Warhol, Larry Rivers, Tom Wesselmann. Elle se met alors à faire des happenings. Le travail de Kogelnik est fortement influencé par les couleurs prononcées et les supports du pop art. Contrairement aux artistes pop, elle évite la glorification de la consommation et la représentation des objets du quotidien. Au début des années 1960, elle commence à découper les silhouettes de ses modèles et amis dans du papier d'emballage et les utiliser dans ses toiles dans son atelier de Garment District.
Elle épouse en 1966 à Londres l'oncologue George Schwarz. Après la naissance de son fils Mono, elle revient à New York en 1967.
En 1969, elle expose à la Galerie nächst St. Stephan des sérigraphies s'inspirant de l'alunissage d'Apollo 11.
Dans les années 1970, elle commence à travailler sur la femme et critique son rôle dans la publicité. Elle aborde les idées féministes avec ironie, humour et fraîcheur de l'esthétique pop. En 1974, elle s'intéresse à la céramique et se sert de la forme plastique comme une extension de l'image. En 1978, elle produit au CBGB un court-métrage mettant en scène l'artiste punk Jim Carroll. Dans les années 1980, ses tableaux se composent d'objets du quotidien, de membres humains et de personnages dans son nouvel esthétisme. Durant les années 1990, les membres seuls sont de plus en plus présents et les visages davantage abstraits. Elle réalise aussi des sculptures de verre, des dessins et des gravures critiquant le mercantilisme et la décoration.
Kiki Kogelnik meurt d'un cancer le 1er février 1997 à Vienne et est enterrée à Bleiburg. Une fondation américano-autrichienne à son nom est fondée pour valoriser son œuvre.

## Œuvres
Woman with Arftificial Heart est une œuvre en 3 dimensions sur panneau de bois réalisée en 1964. Elle est faite à partir de feuilles de vinyle et d’aluminium. Dimensions : 114 x 66,8 x 4 cm . Woman with Artificial Heart est exposée au Centre Pompidou depuis 2019.
Female Robot est une peinture réalisée en 1964. Kiki Kogelnik a utilisé de l’huile et de l'acrylique pour finaliser sa toile. Dimensions : 122,6 x 183,4 cm. Le tableau Female Robot est exposé au Centre Pompidou. Dans l’univers du Pop art, elle crée des personnages hybrides, mi-humains mi-machines nés de ses recherches sur le corps, elle y ajoute ensuite des prothèses mécaniques.
Untitled est un tableau réalisé en 1968, actuellement exposé au Centre Pompidou. Cette œuvre fait partie de la série Small Hanging. Les œuvres issues de cette série représentent des silhouettes suspendues à des cintres et des portants qu’elle voyait défiler dans son quartier new- yorkais. C’est une œuvre en 3 dimensions qui assemble des feuilles de vinyle, plexiglas et acrylique. Elle est faite sur acier et bois. Dimensions : 41,5 x 31,1 x 24,5 cm.
It Hurts with a Scissor est une peinture réalisée entre 1974 et 1976, actuellement exposé au Centre Pompidou. Cette œuvre fait partie de la série It Hurts. Cette œuvre est une huile et acrylique sur toile. Dimensions : 182 x 137 cm. 

Œuvres de Kiki Kogelnik
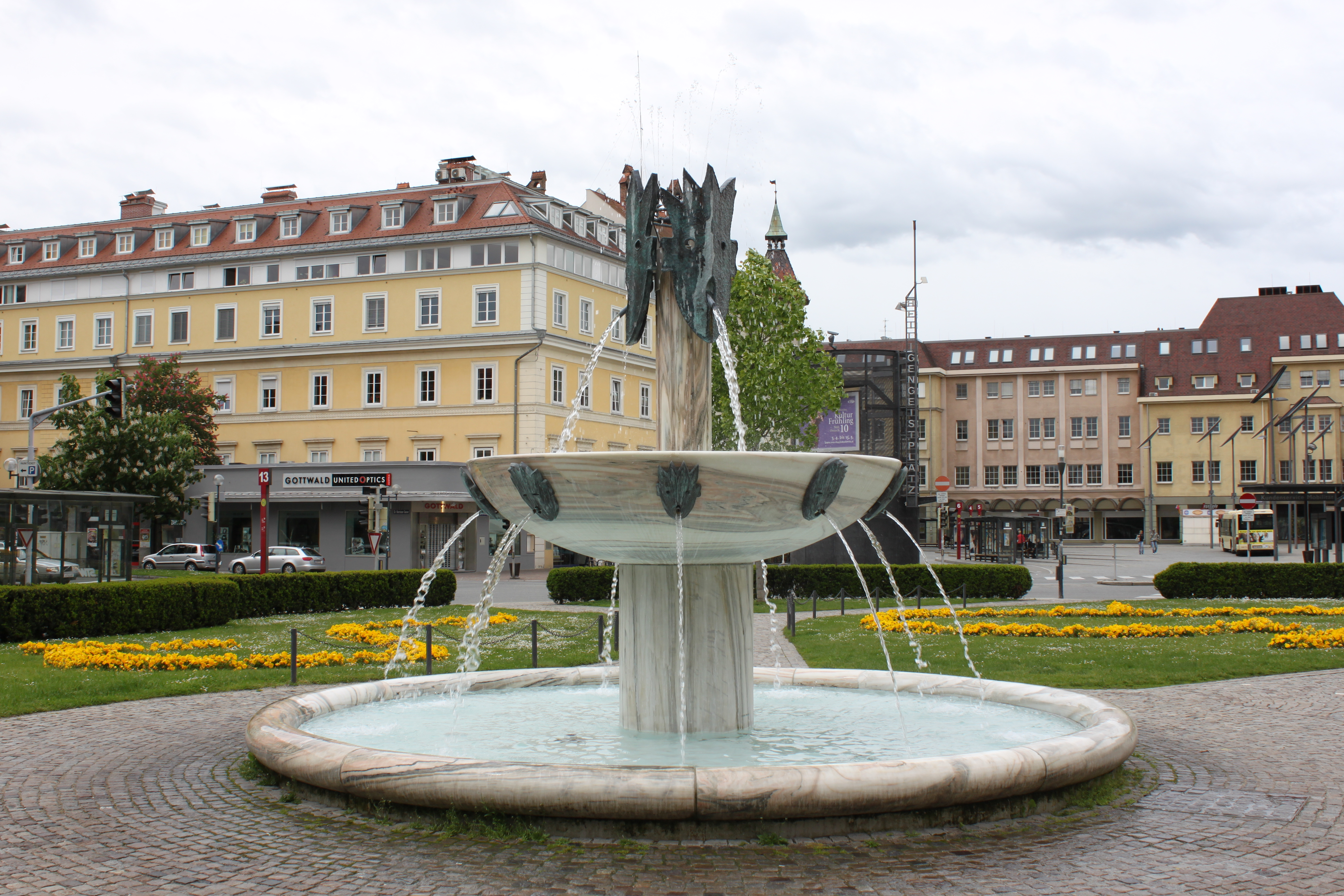
Fontaine à Klagenfurt.
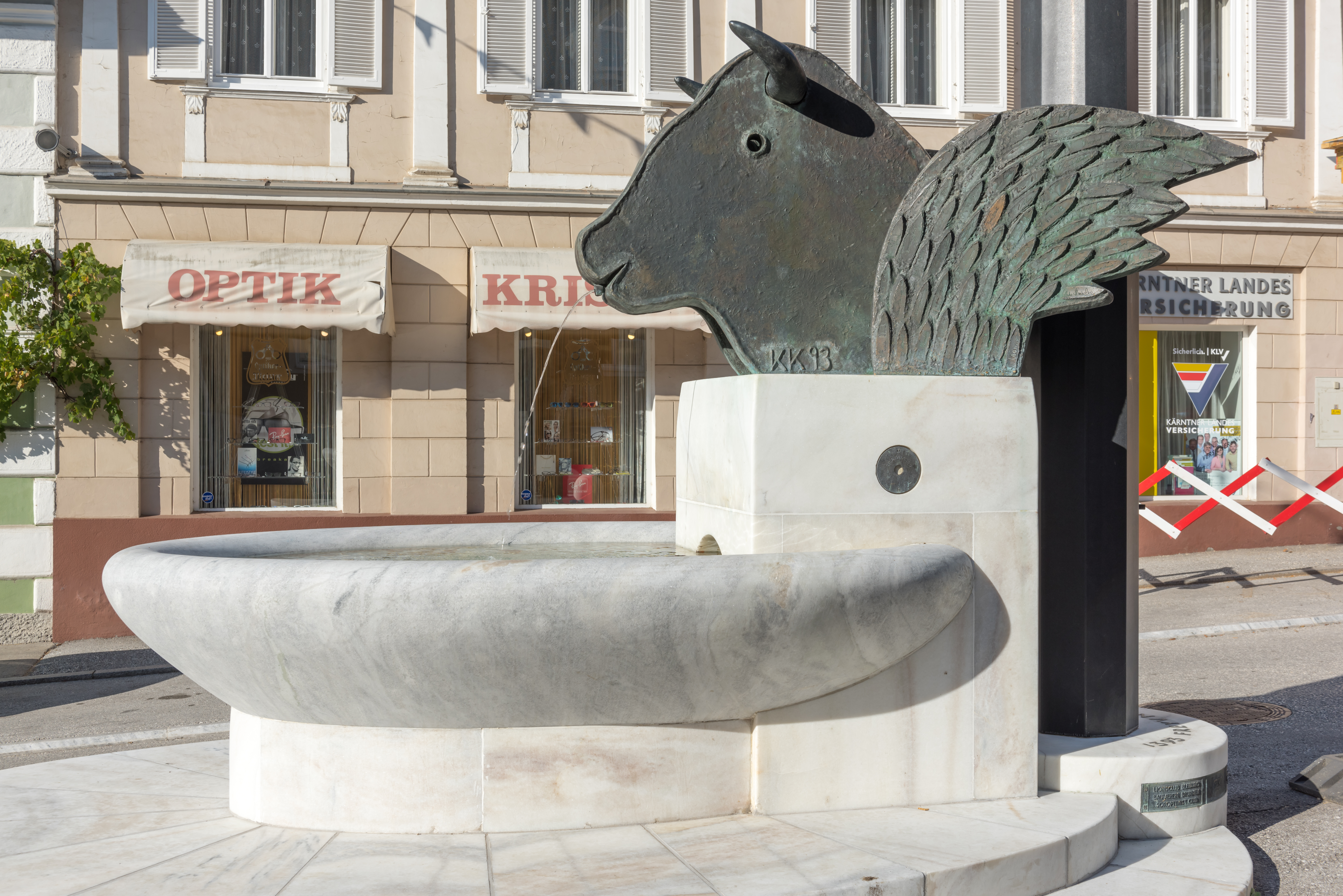
Fontaine à Bleiburg (1993).
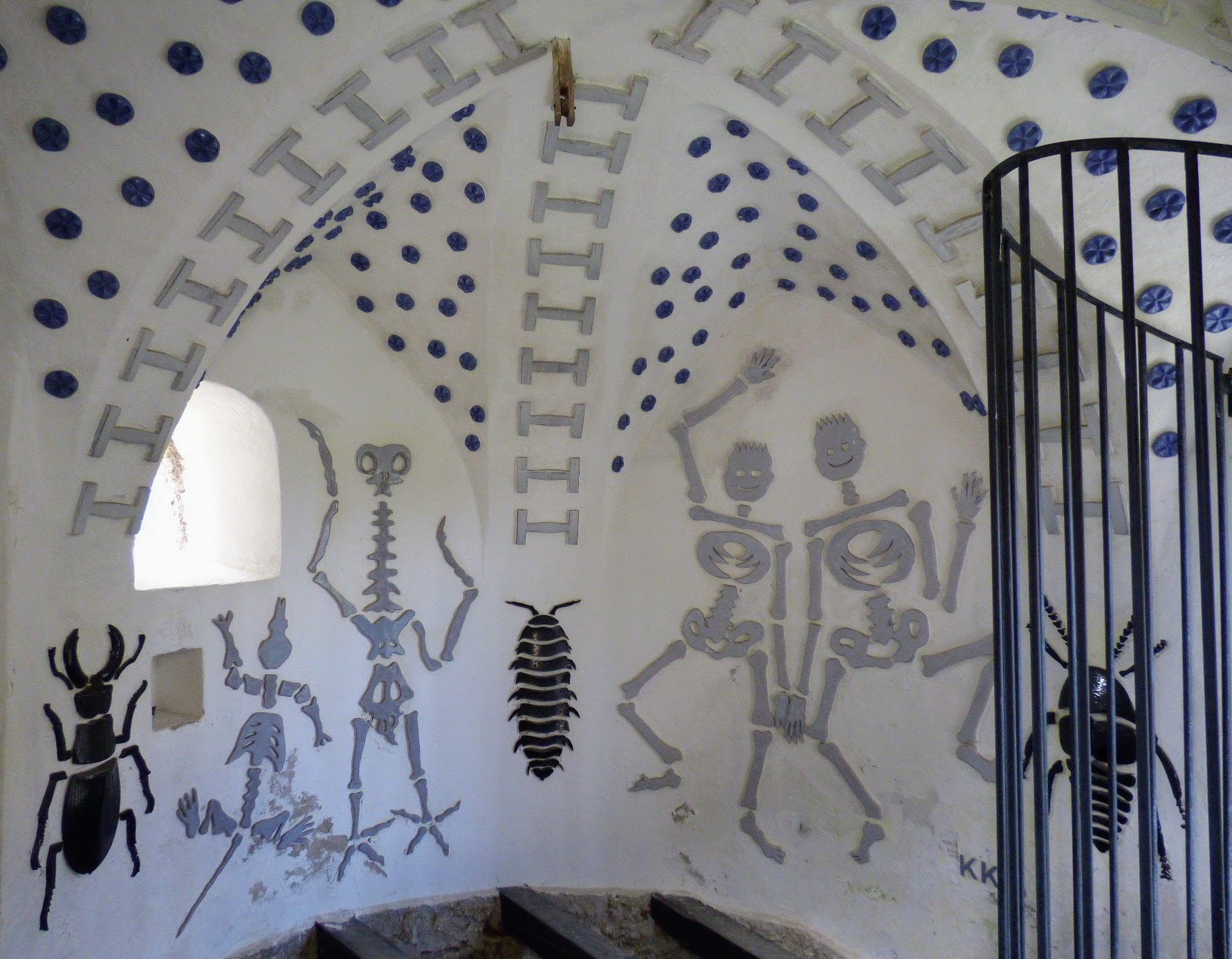
Installation, chapelle de Stein, Sankt Kanzian am Klopeiner See.

## Expositions monographiques
- 1961 : Galerie nächst St. Stephan, Vienne, Autriche.
- 1964 : Jerrold Morris International Gallery Limited, Toronto, Ontario, Canada.
- 1965 : Austrian Institute, New York, États-Unis.
- 1967 : Kunst kommt von künstlich, Galerie nächst St. Stephan, Vienne, Autriche.
- 1969 : Moonhappening Apollo II, Galerie nächst St. Stephan, Vienne, Autriche.
- 1973 : Retrospektive. Kiki Kogelnik, Künstlerhaus Klagenfurt, Autriche.
- 1977 : Jack Gallery, New York, États-Unis.
- 1978 : Galerie Kornfeld, Zurich, Suisse.
- 1980 : Graphics, Gallery One, Montclair State University – College of the Arts, Montclair, New Jersey, États-Unis.
- 1982 : Galerie Ulysses, Vienne, Autriche.
- 1983 : BAWAG Foundation, Vienne, Autriche.
- 1986 : Broadway Windows, New York, États-Unis.
- 1989 : Kiki Kogelnik. Retrospektive, Kärntner Landesgalerie, Klagenfurt, Autriche.
- 1990 : Inside the Clone Factory, Henry Gallery, Washington D.C., États-Unis.
- 1992 : Expansions – 30 Year New York, Ernst Museum, Budapest, Ungarn; Galerie Úluv, Prague, République tchèque.
- 1993 : Palac Kultury I Nauki, Varsovie, Pologne; Palac Sztuki, Cracovie, Pologne.
- 1994 : Expansions/Sterotypes, Metsna Galerija, Ljubljana, Slovénie.
- 1995 : Glass & Graphics, Gallery next Gritti, Venise, Italie; Venetian Heads, Galerie Belvedere, Vienne, Autriche.
- 1996 : Kiki Kogelnik and the Venetian Heads, Chicago Athenaeum, Chicago, Illinois, USA; Hanging, MAK – Museum für angewandte Kunst, Vienne, Autriche.
- 1998 : Retrospektive, 1935–1997, Galerie Belvedere, Vienne, Autriche; Kärntner Landesgalerie, Klagenfurt, Autriche.
- 2003 : Baby remember my name, Art Herberstein, Schloss Herberstein, Autriche.
- 2004 : Palais Liechtenstein, Feldkirch, Autriche.
- 2005 : Kiki Kogelnik. Happy Birthday, Künstlerhaus Klagenfurt, Autriche; Werner Berg Galerie, Bleiburg, Autriche.
- 2006 : Strictly KIKI – Perfectly KOGELNIK, Galerie bei der Albertina, Vienne, Autriche.
- 2012 : Early works: 1964–1970, Simone Subal Gallery, New York, USA; I have seen the future, Hamburger Kunstverein, Hambourg, Allemagne.
- 2013 : Retrospektive, Kunsthalle Krems, Autriche.
- 2014 : No Coca-Cola, Johann König, Berlin, Allemagne; Cuts, Fissures and Identity: Works from the 1960s and 1970s, Simone Subal Gallery, New York, États-Unis.
- 2015 : Fly Me to the Moon, Modern Art Oxford, Oxford, Modern Art Oxford, Royaume-Uni.
- 2016 : Kiki Kogelnik, König Galerie, Berlin, Allemagne.
- 2017: Kiki Kogelnik, Dea ex Machina, Galerie Natalie Seroussi, Paris, France.
- 2020 : Kiki Kogelnik. Les cyborgs ne sont pas respectueuses, musée des Beaux-Arts de La Chaux-de-Fonds, Suisse[5].
- 2024 : Kiki Kogelnik. Retrospektive, Kunsthaus Zürich, 22.03. - 14.07.2024